# Xantusiidae
Gli Xantusidi (Xantusiidae Baird, 1858) sono una famiglia di rettili dell'ordine degli Squamata.

## Descrizione
Sono piccoli sauri di lunghezza dai 4 ai 12 cm.

## Biologia
La maggior parte degli xantusidi sono insettivori.
Nonostante a volte vengano definiti notturni per il loro stile di vita molto riservato, sono lucertole diurne.
Vivono principalmente nelle fessure della terra o tra le rocce.

## Tassonomia
La famiglia comprende 34 specie raggruppate in tre generi:
- Genere Cricosaura
  - Cricosaura typica
- Genere Lepidophyma
  - Lepidophyma chicoasensis
  - Lepidophyma cuicateca
  - Lepidophyma dontomasi
  - Lepidophyma flavimaculatum
  - Lepidophyma gaigeae
  - Lepidophyma lineri
  - Lepidophyma lipetzi
  - Lepidophyma lowei
  - Lepidophyma mayae
  - Lepidophyma micropholis
  - Lepidophyma occulor
  - Lepidophyma pajapanensis
  - Lepidophyma radula
  - Lepidophyma reticulatum
  - Lepidophyma smithii
  - Lepidophyma sylvaticum
  - Lepidophyma tarascae
  - Lepidophyma tuxtlae
  - Lepidophyma zongolica
- Genere  Xantusia
  - Xantusia arizonae
  - Xantusia bezyi
  - Xantusia bolsonae
  - Xantusia extorris
  - Xantusia gilberti
  - Xantusia gracilis
  - Xantusia henshawi
  - Xantusia jaycolei
  - Xantusia riversiana
  - Xantusia sanchezi
  - Xantusia sherbrookei
  - Xantusia sierrae
  - Xantusia vigilis
  - Xantusia wigginsi